# ロールス・ロイス・ファントムIII
ファントムIII（Phantom III ）はロールス・ロイスがファントムIIの後継車として1936年から1939年まで製造した自動車である。ロールス・ロイスブランドの車両ではシルヴァーセラフ発売までV型12気筒エンジンを積んだ唯一のモデルであった。

## 概要
1935年10月発売。
エンジンは60度のV型12気筒・OHVで、内径φ3.25in(82.55mm)×行程4.5in(114.3mm)の約7,340ccで、出力は公表されなかったが初期型で約160hp/4,000rpm、後期型で約180hpと推測されており、ファントムIIから12％向上したという。静粛性は信じられない程で、アイドリングではボンネットに耳を近づけても全く無音、空ぶかししてもファンの音が聞こえるのみで機械的な雑音はほとんど発生しないという。
トランスミッションはエンジンから分離されシャシのほぼ中心に置かれた。
前輪はコイルスプリングで支持されるウィッシュボーン型の独立懸架で、ロールス・ロイス初の独立懸架採用である。。
ホイールベースは142in（3606.8mm）で、ファントムIIのショートホイールベース版から2in短縮されたが、室内の有効長は変更されておらず、また居住スペースは前後車軸間に収められた。これは小型のV型12気筒を独立懸架の前車軸より前に搭載した目的であり、乗り心地と操縦性が画期的に改善されたが、長いボンネットを基調に構成される古典的な美しさは損なわれた。車重は8％軽量化された。
シャシ価格は£1850で後に£1,900に値上げされた。カタログには8種類のボディーが掲載されており、完成車の価格はバンデン・プラが架装したスポーツツアラーの£2,587から、プルマンリムジンの£2,865まで様々であった。第二次世界大戦で製造中止されるまでに715台が生産された。日本には正規輸入されなかった。後継車はファントムIV。